# Angelin Preljocaj
Angelin Preljocaj, född 19 januari 1957 i Sucy-en-Brie i Frankrike, är en fransk dansare och koreograf.
Preljocaj, som är av albanskt ursprung, studerade 1980 i New York för Zena Rommett och Merce Cunningham, och fortsatte studier i Paris. Efter att ha startat som dansare vid Compagnie Dominique Bagouet grundade han 1984 sitt eget kompani, Ballet Preljocaj. Preljocaj har fått bra kritik och anses vara den mest lysande koreografen på den nutida dansscenen i Frankrike. Hans koreografi i stora uppsättningar på Parisoperan, Opéra de Lyon, Staatsoper i Berlin och New York City Ballet har gjort honom världskänd.